# 麻生遥
麻生 遥（あそう はるか、1995年6月28日 - ）は、日本のAV女優。エルプロモーション所属。

## 略歴・人物
2016年2月、アイデアポケットの専属女優としてAVデビュー。
AV女優になったきっかけは、着エロアイドルからAV女優となった中学の同級生の輝いてみえた姿に憧れを抱いたことから。
趣味はお菓子作り。

## 出演作品

### アダルトDVD
2016年
- FIRST IMPRESSION 91（2月1日、アイデアポケット）
- 激ピストン!大絶頂!大潮噴き! むっつりドスケベ美女「麻生遥」の超敏感Gスポット直撃! 噴いて!漏らして!中イキしまくる! 壮絶失禁エンドレスアクメ!（3月1日、アイデアポケット）
- タイトスカート新米女教師の誘惑授業（4月1日、アイデアポケット）
- 壊れてもいいからもっと激しく突いて下さい。（5月1日、アイデアポケット）
- デカ尻で美乳のJK・はるか 壊れそうな程の激しい騎乗位で、絶叫&イキまくりの汗だくセックス…。 「わたし…肉食系なんです…」（6月13日、オーロラプロジェクト・アネックス）
- 夫よりも義父を愛して…。（7月25日、マドンナ）
- 散財しまくった素人娘救済ナンパ! 制限時間10分以内に射精させたら賞金100万円! 失敗したらその場でナマ挿入! 罰ゲームのはずが気持ち良さそうだったので、勝手に中出ししちゃいました!（7月25日、ナンパJAPAN）※「あやか」名義　他出演:つかさ、ななこ、のぞみ
- 「スパークリングワインの試飲をしてくれませんか?」 お誘いした上品なお姉さまに媚薬入りドリンクを飲ませたら急変してエビ反り絶頂SEXしちゃいました! Vol.2（9月25日、ナンパJAPAN）※「るみ」名義　他出演:あや、ひなこ、ようこ
- 有名AVスカウトマンがプライベートで完全騙し撮り! 素人巨乳モデルがイキ狂うハメ管理映像!!（11月7日、Fitch）※「はるか」名義
- 僕だけのいいなり女子校生（12月9日、宇宙企画）※「はるか」名義

2017年
- カラダごと恋に落ちるSEX（1月3日、S-Cute）他出演:尾上若葉、里美まゆ、河音くるみ、浅田結梨、佐野あおい
- ラグジュTV×PRESTIGE SELECTION 020（1月13日、プレステージ）※「橘波留」名義
- 初めての援●交際にやってきたガチ女子校生が挑戦! オジサンじゃなくて彼氏の友達とヤッてる所を見せてくれたら100万円!（1月27日、S級素人）他出演:裕木まゆ、美咲かんな、愛華みれい
- マキシワンピ越しの固定バイブにリードを付けられた刺激に耐え切れずイキ漏らす痙攣女（2月2日、ナチュラルハイ）他出演:松下美織 ほか
- 引き裂かれたブラウス 落ちてゆく 女子社員・社内肉奴隷（2月16日、ヒビノ）
- 募集ちゃんTV×PRESTIGE PREMIUM 29（3月3日、プレステージ）他出演:森高かすみ、三浦春佳、水川愛莉
- 交渉次第で中出しOK 裏オプ充実 秘密のJKリフレ（3月13日、無垢）共演:今宮いずみ、浅田結梨
- ハニカミ美少女のSEX事情（3月13日、S-Cute）他出演:心花ゆら、川崎亜里沙、藤川れいな、倉多まお、栄川乃亜
- マジックミラーの向こうには厳しい上司! 下着メーカー美人女子社員と同僚がセクシーランジェリーでエッチなゲームにチャレンジ! エロすぎランジェリーに興奮しまくる同僚のガン反りチ○ポに美人社員はうっとり発情!?（3月17日、DOC）※「泉美」名義　他出演:由紀、亜由美
- 連鎖する近親相姦 中年男の味を仕込まれ快楽に溺れる若い嫁（3月18日、ヒビノ）
- JKパンコキ!? 脱ぎたてほかほかパンティで僕のチ○ポをシゴいて下さい!（4月7日、DOC）※「あんな」名義　他出演:わかこ、さき、のどか、かな、かおり、あみ、ゆきな、ともみ
- 肌が綺麗な人ってSEX上手って本当ですか?（4月13日、S-Cute）他出演:紗々原ゆり、小池奈央、香純あいか、葵千恵、新井梓
- 女子校生緊縛調教（4月14日、宇宙企画）